# レパルスベイ

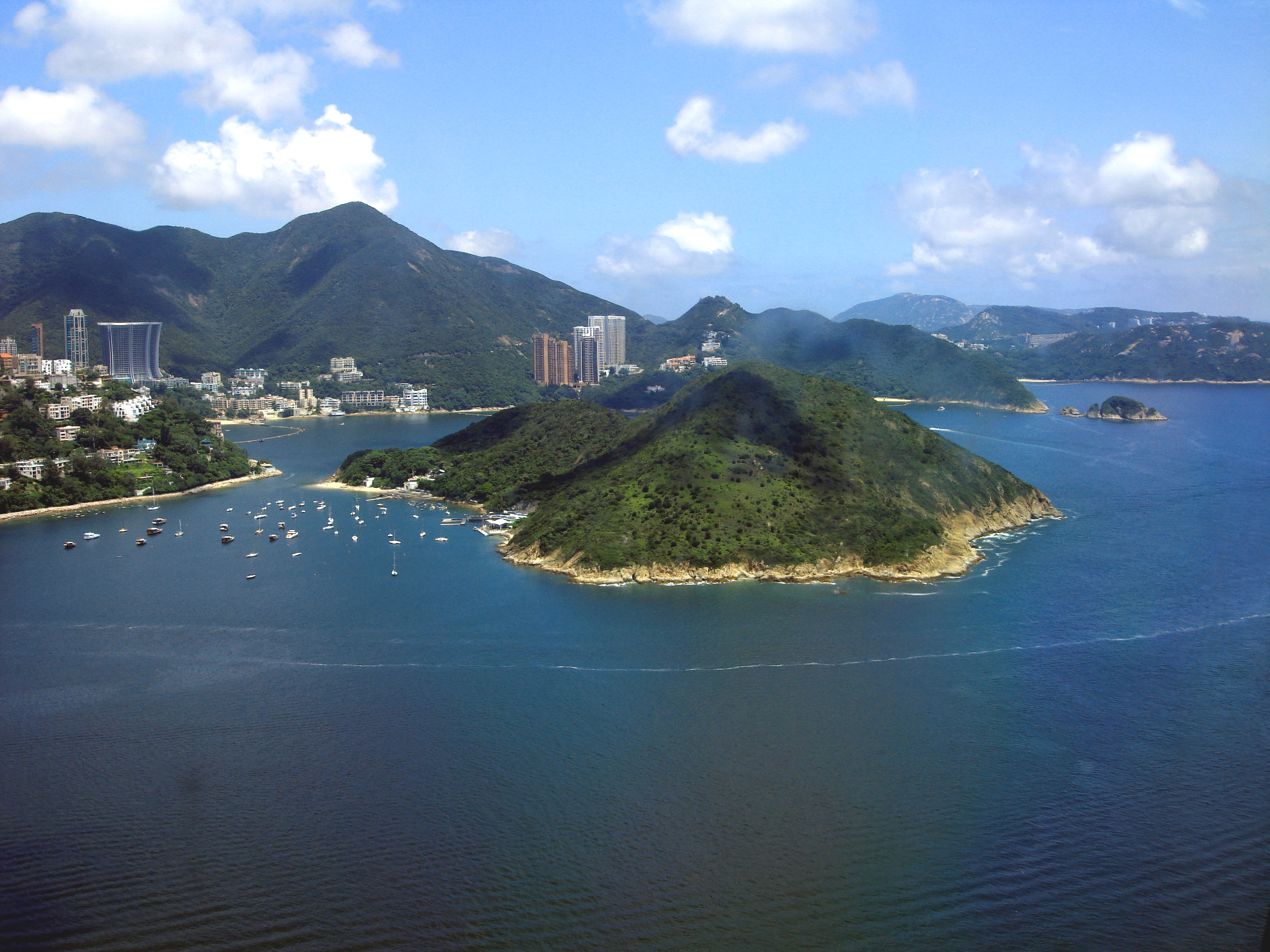
レパルスベイ

レパルスベイ（淺水灣）は、香港の南区（香港島南部）にある海湾の一つ。ハリウッド映画「慕情」の舞台となった。海水浴場として有名であり、多くの観光客が訪れる。深水湾の東南、南湾の北に位置し、海水浴場の他に多くの高級住宅が建てられている。

## 地名の由来
レパルスベイの由来は中国名「浅水湾」の文字通り、水深が比較的浅いためである。浅水湾の砂浜は弓なりになっており、砂浜が続いている。
英文名「RepulseBay」は1840年代、この湾で停泊した英国海軍の軍艦「レパルス (巡洋戦艦) HMSRepulse」から名づけられた。
香港の日本占領時代には緑之浜（日本語で緑ヶ浜）に改名された。

## 発展状況

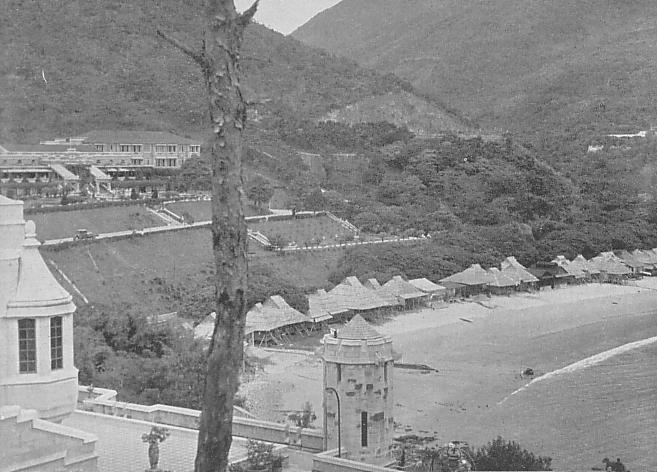
1930年代に撮影されたレパルスベイ

1918年、香港大酒店有限公司はレパルスベイに別荘式のホテルを開業し、その後、海浜リゾートとして発展した。同時に香港政府も海水浴場として整備し、海砂を敷いたり更衣室を建設した。
レパルスベイホテルは典型的な英国様式の建築として1920年に落成した。海水浴客を誘致するためにセントラルとの間をバス路線で結び、香港としてはいち早くバス路線が整備された。また、太平洋戦争中は香港の戦いにおいて重要な防衛拠点となった。
レパルスベイは現在、康楽及文化事務署が管轄する海水浴場の一つとして、海水浴シーズンには更衣室とシャワー施設が設置され、ライフセーバーが監視にあたる。また、砂浜にはビーチバレー場も設置され、ファーストフード店や海の家が立ち並ぶ。海水浴場は弓型（三日月型）を呈していて、その砂浜の大部分は人工砂浜である。昔は水質の良好な浜とは言えなかったが、1989年より大腸菌指数が大幅に下落して著しい改善がみられており、現在は環境保護署に海水浴場として「良好」と評価されている。
旧レパルスベイホテルは、1982年にThe Repulse Bay（影灣園）として再建された。古建築の風格は保持している。海水浴場の東端には1970年代中期に鎮海楼公園が建設され、中国の古典的色彩の強い大きな天后娘娘（媽祖）と観音像が建立された。